# Honda
För andra betydelser, se Honda (olika betydelser).
Honda Motor Company, Limited (本田技研工業株式会社), oftast benämnt Honda, är en japansk multinationell fordonstillverkare och teknikföretag med huvudkontor i Japans huvudstad Tokyo. Honda grundades 1948 av Soichiro Honda och Takeo Fujisawa.
Honda tillverkar bilar och motorcyklar, lastbilar, skotrar, mopeder, robotar, jetmotorer, terrängfordon, båtar, elgeneratorer, båtmotorer, trädgårdsmaskiner och produkter inom flygteknik med mera. Honda är världens största motortillverkare med en produktion av mer än 14 miljoner förbränningsmotorer per år, och var under år 2019, då Honda slog Nissan som den näst största japanska biltillverkaren efter Toyota, världens sjätte största biltillverkare (till antalet sålda fordon).
Företagets aktie är noterad på Tokyobörsen och New York-börsen.

## Bilar

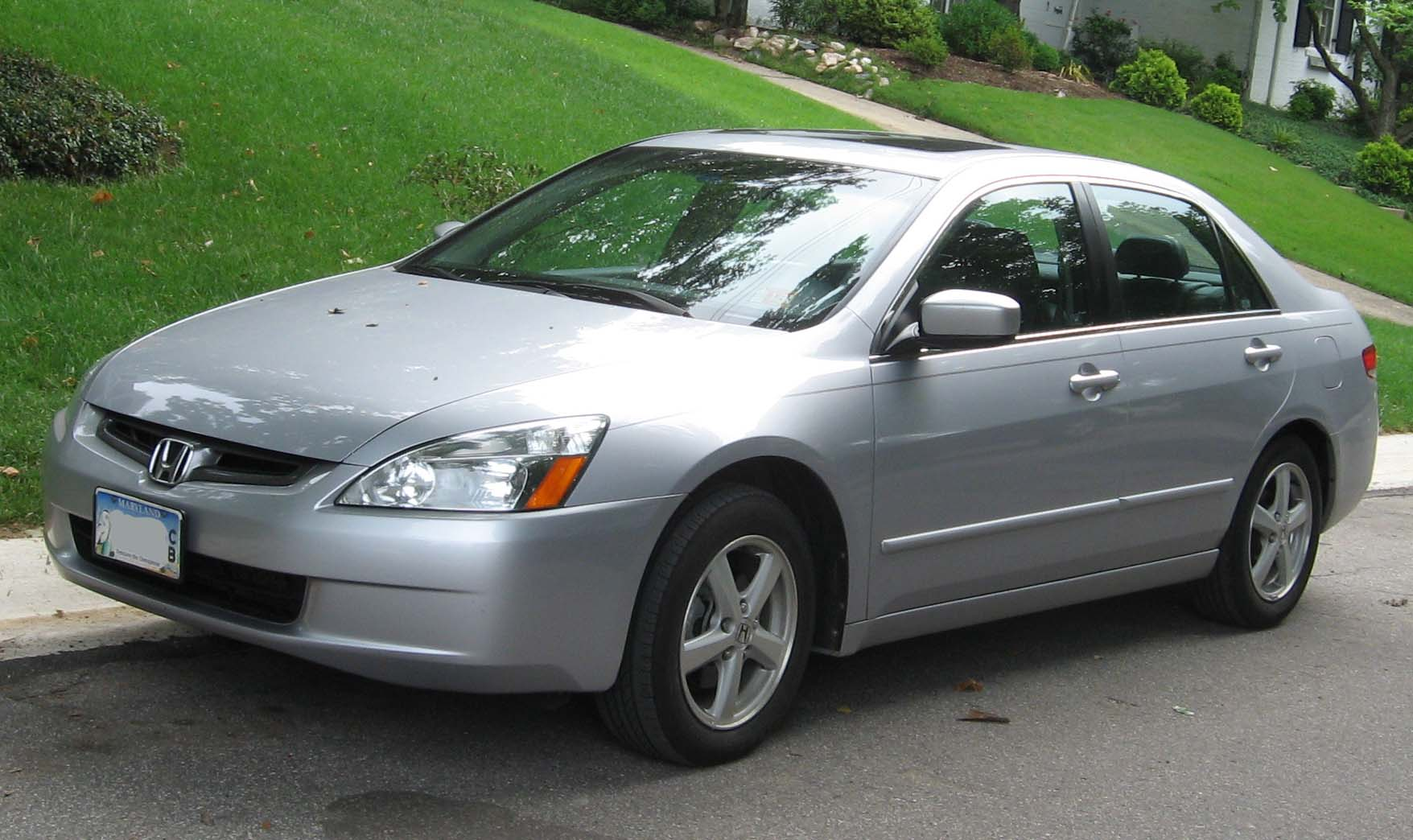
Honda Accord

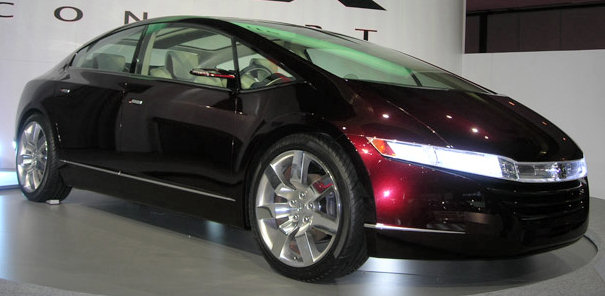
Honda FCX på bilutställning i Kuala Lumpur år 2006

Honda har haft stora framgångar på den amerikanska personbilsmarknaden med sin Honda Accord som under många år toppade försäljningslistan. I USA säljer man även de lite lyxigare modellerna under varumärket Acura, vilket kan jämföras med Nissans Infiniti och Toyotas Lexusmodeller. 
Honda har sedan 1970-talet varit kända för sina körglada motorer och goda kvalitet vilket givit dem epitetet Japans BMW. Den mest sålda modellen i Sverige är för närvarande SUV-modellen CR-V.[när?]

### Bilmodeller
| - Honda Prelude - Honda Accord - Honda Concerto - Honda Quintet - Honda Civic - Honda Insight - Honda CR-X - Honda CR-V - Honda HR-V - Honda FR-V - Honda FCX | - Honda Stream - Honda Shuttle - Honda Logo - Honda Jazz - Honda City - Honda Legend - Honda Element - Honda S 2000 - Honda NSX - Honda AeroDeck - Honda Integra |

## Motorcyklar

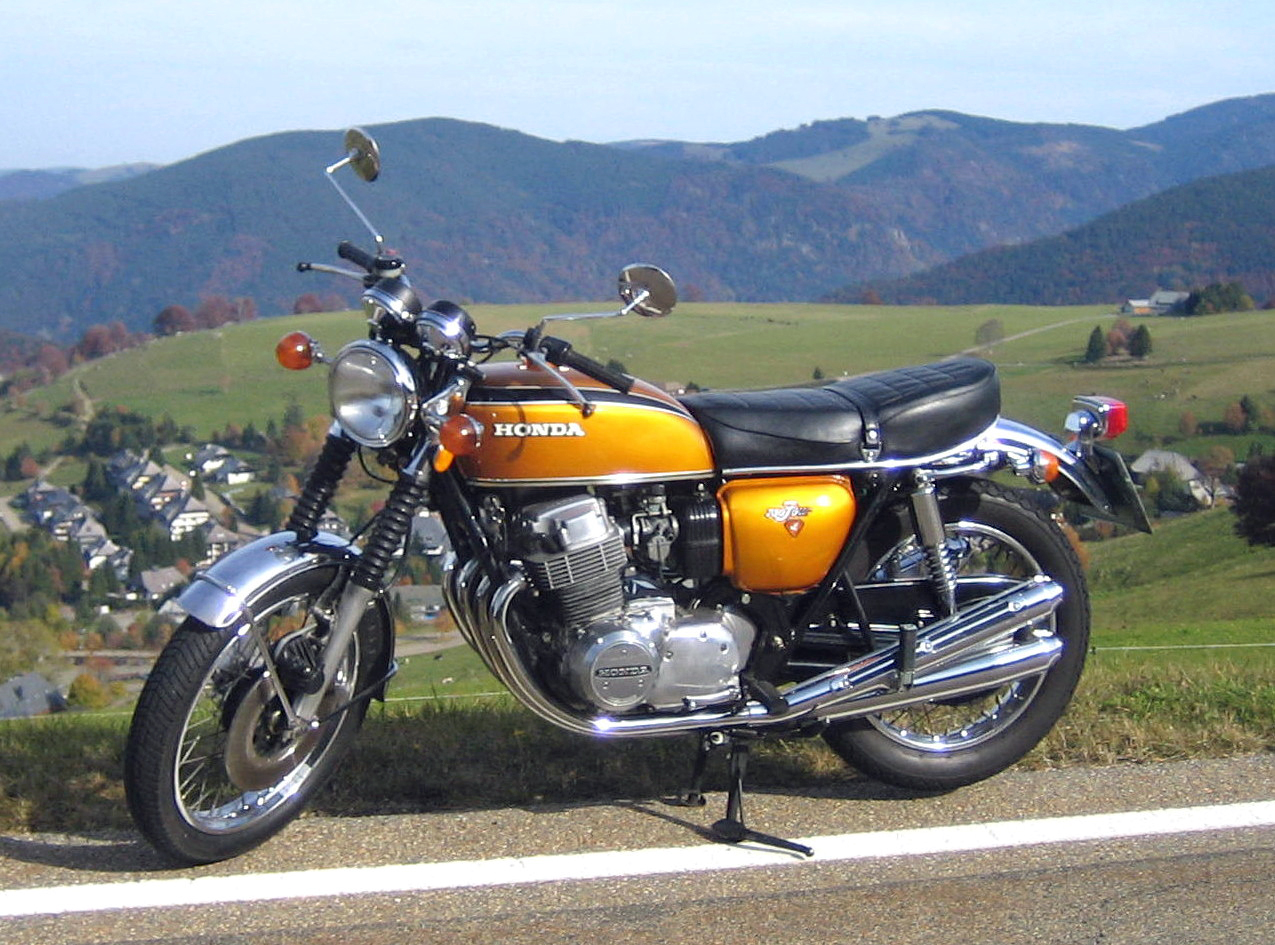
Honda CB750 årsmodell 1975

Honda är världens största motorcykeltillverkare. I modellprogrammet ingår allt från extrema sporthojar till bruksmopeder.
Några kända modeller:
- Honda CB400N
- Honda CB750 - urmodellen för den japanska sportiga motorcykeln med fyrcylindrig radmotor med fyrtaktsteknik.
- Honda CBR1000F - Sporttouringmaskin[2]
- Honda CBR1100XX - Sporttouringmaskin
- Honda CBR125R
- Honda CBR250R
- Honda CBR600RR - Hondas Supersport-maskin
- Honda CBR1000RR
- Honda CBR1100XX
- Honda CBX1000[3]
- Honda CRF50
- Honda CRF150R
- Honda CRF250R Hondas Mx2 Motocross
- Honda CRF450R Hondas Mx1 Motocross
- Honda CRF150R (4-takt) Hondas motsvarighet till 85cc 2-takt Motocross
- Honda CRF1000L
- Honda CR500R (2-takt)
- Honda CR250R (2-takt)
- Honda CR125R (2-takt)
- Honda CR85R (2-takt)
- Honda CR80R (2-takt)
- Honda CX500
- Honda Fireblade - Hondas Superbike
- Honda Firestorm
- Honda Goldwing - Supertouringmaskinen
- Honda Z50 - Monkey/mini trail, världens mest framgångsrika minimotorcykel
- Honda Dax Monkeyns originella storebror med tanken i ramen
- Honda Super Cub Världens mest tillverkade och sålda motorcykel, och även fordon och till och med maskin. 110 miljoner exemplar har passerats
- Honda NSR125
- Honda RC211V
- Honda RC212V
- Honda XR500
- Honda XR600R
- Honda Varadero 125cc
- Honda VT1300 CXA - Fabriksbyggd Chopper
- Honda XL1000V Varadero
- Honda X11
- Honda XR50
- Honda XR500
- Honda XR600R
- Honda XRV750

## Mopeder

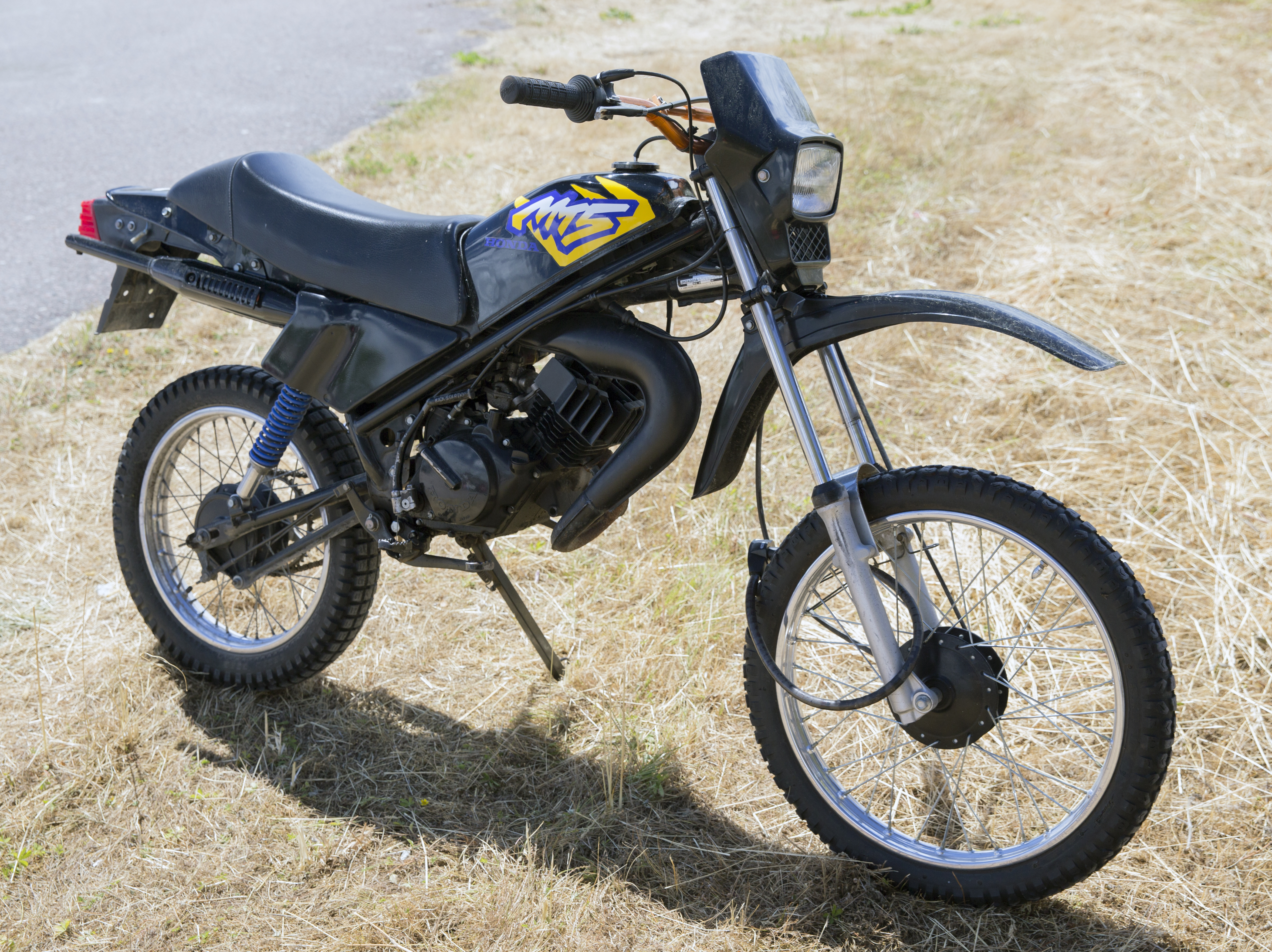
Honda MT-5 (1996).

- Honda MT-5 (Cross-typ)
- Honda MB-5 (Landsvägstyp)
- Honda Wallaroo (Scooter-typ)
- Honda X8R (Scooter-typ)
- Honda SFX (Scooter-typ)

## Tävlingsverksamhet
Honda har satsat mycket på att profilera sitt varumärke på racingbanorna. Honda tävlade i Formel 1 åren 1964–1968 med stallet Honda F1 och som motorleverantör åt flera Champ Car-stall 1994–2003. Under en tid tillverkade man formel 1-motorer, som användes av bland andra Williams 1983–1987, McLaren 1988–1992 och British American Racing-stallet (BAR). Honda har köpt BAR och tävlar från och med säsongen 2006 under namnet Honda Racing F1 Team.
Med anledning av behov av likvida medel och svårigheter att nå framgång såldes Honda Racing F1 Team till Ross Brawn den 6 mars 2009, Brawn GP skapas med bilar som har chassi utvecklat av Honda samt motorer från Mercedes. Förare är samma som säsongen 2008, det vill säga Jenson Button samt Rubens Barrichello.
Honda är ett av de mest framgångsrika märkena inom motorcykelracing, främst inom roadracing. Även inom motocross och trial har man haft framgångar. Säsongen 2006 tog man VM-titlar både i MotoGP-klassen och i Supersport.